# Хітун Роман Юрійович
Роман Юрійович Хітун — солдат Збройних сил України, учасник російсько-української війни, що загинув у ході російського вторгнення в Україну в 2022 році.

## Життєпис
Роман Хітун народився в 1974 році в місті Мирноград Покровського району Донецької області. 
Загинув 9 березня 2022 року, під час виконання службових обов’язків у складі сил та засобів ООС на території Харківської області, поблизу Ізюму. Чин прощання із загиблим Романом Хітуном відбувся 13 березня 2022 року в рідному місті. Поховали загиблого на кладовищі "Озерка".

## Нагороди
- орден «За мужність» III ступеня (2022, посмертно) — за особисту мужність і самовіддані дії, виявлені у захисті державного суверенітету та територіальної цілісності України, вірність військовій присязі[3].